# Холодек
Холодек је посебна палуба коју поседује већина великих бродова Звездане флоте у универзуму Зведаних стаза, а која служи за разоноду посаде брода али и за увежбавање коришћења брода.
Холодек се састоји од више кабина чија је унутрашњост обложена мрежом способном за реалистичан холограм. Кабине раде тако што им се задаје одређени задатак у виду тзв. холопрограма који холограм пројектује у кабини.